# Dasnice
Obec Dasnice (něm. Daßnitz) se nachází v okrese Sokolov, kraj Karlovarský. Žije zde 246 obyvatel. Je zde železniční stanice na železniční trati Chomutov–Cheb.

## Historie
První písemná zmínka o obci pochází z roku 1370.

## Obyvatelstvo
Při sčítání lidu v roce 1921 zde žilo 392 obyvatel, z nichž jeden byl Čechoslovák, 388 bylo Němců a tři byli cizinci. K římskokatolické církvi se hlásilo 389 obyvatel a tři byli bez vyznání.
| Rok            | 1869 | 1880 | 1890 | 1900 | 1910 | 1921 | 1930 | 1950 | 1961 | 1970 | 1980 | 1991 | 2001 | 2011 |
| -------------- | ---- | ---- | ---- | ---- | ---- | ---- | ---- | ---- | ---- | ---- | ---- | ---- | ---- | ---- |
| Počet obyvatel | 276  | 237  | 270  | 346  | 405  | 392  | 428  | 245  | 470  | 493  | 357  | 330  | 353  | 318  |
| Počet domů     | 35   | 43   | 49   | 49   | 52   | 54   | 68   | 68   | 88   | 81   | 74   | 81   | 83   | 87   |

| Rok            | 1869 | 1880 | 1890 | 1900 | 1910 | 1921 | 1930 | 1950 | 1961 | 1970 | 1980 | 1991 | 2001 | 2011 |
| -------------- | ---- | ---- | ---- | ---- | ---- | ---- | ---- | ---- | ---- | ---- | ---- | ---- | ---- | ---- |
| Počet obyvatel | 309  | 273  | 312  | 396  | 437  | 442  | 473  | 257  | 493  | 493  | 357  | 330  | 353  | 318  |
| Počet domů     | 40   | 48   | 53   | 53   | 56   | 58   | 72   | 70   | 88   | 81   | 74   | 81   | 83   | 87   |

## Pamětihodnosti
- Zámek Chlumek,[6] původně zvaný Perglas,[7] podle něj zvaná i místní osada Chlumek
- Smírčí kříž
- Sýpka – bývalá tvrz (čp. 97)